# ЗіО-Подольськ
55°24′54″ пн. ш. 37°34′12″ сх. д. / 55.415° пн. ш. 37.57° сх. д.
ВАТ Машинобудівний завод «ЗіО-Подольск» — російське підприємство, яке спеціалізується на виробництві теплообмінного обладнання високої складності для атомної та теплової енергетики, нафтохімічної та газової промисловості. Розташоване в місті Подольськ Московської області. Підприємство входить в холдинг ВАТ «Атоменергомаш» — енергомашинобудівний дивізіон Держкорпорації «Росатом».
Є одним з основних підприємств Росії в області розробки і постачання устаткування для АЕС. На всіх атомних станціях, побудованих в СРСР, встановлено те чи інше обладнання заводу. Обладнанням з маркою «ЗіО» укомплектовані також атомні станції з реакторами типу ВВЕР-440 та ВВЕР-1000 у Болгарії, Угорщині, Чехії, Словаччині, НДР, Фінляндії.

## Історія
У 1919 для відновлення залізничного транспорту, пошкодженого в результаті Першої світової і громадянської воєн був зведений Подольський паровозоремонтний завод. Вже 2 травня того ж року з воріт заводу вийшов перший відремонтований локомотив серії Щ-61.  
Після прийняття першого п'ятирічного плану заводу був доручений випуск продукції для нафтохімічної промисловості. 1931 року він був перейменований в КЕС («Крекінг-електровозобудівний»), того ж року завод виготовив перший в СРСР крекінг-апарат. Крім того, у 1930-і роки підприємство випускало вузькоколійні паровози, промислові та рудні електровози, залізничні платформи, бурові верстати, тюбінги для московського метро, а також корпуси бронетехніки - БА і танків Диренкова, танкеток Т-27 і танків, що плавають. 
У 1992 підприємство реорганізовано в акціонерне товариство і перейменовано в «Подільський машинобудівний завод (ЗіО)». 
У 1998 за заявою Державної податкової інспекції  м. Подольська та Управління Пенсійного фонду щодо заводу було порушено процедуру банкрутства. 1999 року введено зовнішнє управління, підприємство перейменовано у ВАТ «Машинобудівний завод «ЗІО-Подольск».  
У 2000 процедура банкрутства була припинена у зв'язку з затвердженням мирової угоди з конкурсними кредиторами і реструктуризацією заборгованості. 
У 2004 завод куплено колишнім менеджером фінансово-промислової групи «МДМ» Євгеном Туголуковом. Завод став основним підприємством у машинобудівному холдингу «ЕМАльянс». 
У 2007 завод повернуто під контроль уряду і включено до складу ЗАТ «Російська енергомашинобудівна Компанія», що підконтрольний холдингу «Атоменергомаш» (машинобудівний дивізіон Держкорпорації «Росатом»). 

## Сучасний стан
Підприємство є одним із найбільших енергомашинобудівних компаній Росії. Серед його продукції — сепаратори-пароперегрівачі, підігрівачі високого і низького тиску для системи регенерації паротурбінних установок, підігрівачі мережної води, теплообмінники різного призначення, іонообмінні фільтри і фільтри-пастки, блоки, деталі та опори для трубопроводів, баки, блочна знімна теплоізоляція, випарні установки, системи контролю металу корпусу реактора та інше обладнання для атомних електростанцій. Устаткування з маркою «ЗіО» працює більш ніж у 50 країнах світу. Серед російських замовників - Державна корпорація «Росатом», ВАТ «Газпром», ВАТ «Мосенерго», а також територіальні генеруючі і теплоенергетичні компанії Росії.
На початок 2009 року на підприємстві було зайнято близько 4,7 тис. людей. У кадровій політиці підприємства робиться ставка на залучення молодих фахівців, у тому числі за рахунок співпраці з профільними освітніми установами. Впроваджуються програми з підвищення кваліфікації.

## Діяльність
ПАТ «ЗіО-Подольск» (входить в машинобудівний дивізіон компанії "Росатом") виготовив і відвантажив на другий блок Білоруської АЕС комплектуючі деталі сепараторів-пароперегрівачів СПП-1200. Загальна маса відвантаженої продукції склала 50 тонн.
У 2012 завод реалізував продукції більш ніж на 11 млрд рублів.
У 2017 завод виготовив та відвантажив більш, ніж 8 тис. тон продукції. Зокрема для Білоруської АЕС було відправлено сепаратори-пароперегрівачі, барботер і конденсатозбірники для другого блоку станції, два реактори та 16 ємностей різного призначення силової установки та обладнання для атомного криголаму «Сибір». Завершено також виготовлення обладнання для ТЭС-1 Архангельского целюлозно-паперового комбінату. Окрім того, завод відвантажив шість раніше виготовлених парогенераторів для болгарської АЕС «Белене».